# Frik du Preez
Frederick Christoffel Hendrik du Preez (* 28. November 1935 in Rustenburg) ist ein ehemaliger südafrikanischer Rugby-Union-Spieler, der in der zweiten Reihe oder als Flanker spielte. Er war für die Northern Transvaal Rugby Union und die südafrikanische Nationalmannschaft aktiv.
Du Preez lief am 7. Januar 1961 erstmals für Südafrika beim Spiel gegen England auf. Zehn Jahre später beendete er mit 35 Jahren nach dem Spiel gegen Australien seine internationale Laufbahn. Er war einer der besten Allrounder und einer der wenigen Stürmer, der auch das Kicken beherrschte. Neben seiner Sprungkraft war er auch sehr schnell und gewandt für seine Statur. Sein Landsmann Danie Craven beschrieb du Preez als einen einzigartigen Spieler, der nahezu auf jeder Position hätte spielen können.
Du Preez ist bis heute einer der beliebtesten Sportler seines Landes, so wurde er unter anderem von südafrikanischen Experten zum Spieler des 20. Jahrhunderts gewählt. 1997 nahm man ihn in die International Rugby Hall of Fame auf. 2003 wurde er vom Rugby World Magazine zusammen mit Craven zu den zehn besten Spielern aller Zeiten gezählt.